# Sienno (gromada w powiecie lipskim)
Sienno – dawna gromada, czyli najmniejsza jednostka podziału terytorialnego Polskiej Rzeczypospolitej Ludowej w latach 1954–1972.
Gromady, z gromadzkimi radami narodowymi (GRN) jako organami władzy najniższego stopnia na wsi, funkcjonowały od reformy reorganizującej administrację wiejską przeprowadzonej jesienią 1954 do momentu ich zniesienia z dniem 1 stycznia 1973, tym samym wypierając organizację gminną w latach 1954–1972.
Gromadę Sienno siedzibą GRN w Siennie utworzono – jako jedną z 8759 gromad na obszarze Polski – w powiecie iłżeckim w woj. kieleckim, na mocy uchwały nr 13k/54 WRN w Kielcach z dnia 29 września 1954. W skład jednostki weszły obszary dotychczasowych gromad Nowa Wieś, Praga Górna, Sienno i Stara Wieś oraz kol. Trzemcha Dolna z dotychczasowej gromady Praga Dolna ze zniesionej gminy Sienno w tymże powiecie. Dla gromady ustalono 22 członków gromadzkiej rady narodowej.
1 stycznia 1956 gromada weszła w skład nowo utworzonego powiatu lipskiego w tymże województwie.
31 grudnia 1959 do gromady Sienno przyłączono obszar zniesionej gromady Trzemcha, wsie Eugeniów, Wodąca, Olechów Nowy, Olechów Stary i Borcuchy oraz kolonie Leśniczówka, Józefówka, Tarczówka, Piotrówka i Placówka ze zniesionej gromady Olechów oraz wieś Kadłubek ze zniesionej gromady Gozdawa w tymże powiecie.
31 grudnia 1961 z gromady Sienno wyłączono wieś Hieronimów i kolonię Piasków włączając je do gromady Osówka w tymże powiecie.
Uchwałą z 29 kwietnia 1964 z gromady Sienno wyłączono wieś Borcuchy włączając ją do gromady Bałtów w tymże powiecie, z mocą obowiązującą retroaktywnie od 31 grudnia 1963.
1 stycznia 1969 do gromady Sienno przyłączono obszar zniesionej gromady Krzyżanówka; z gromady Sienno wyłączono natomiast: a) wieś Nowa Wieś włączając ją do gromady Osówka i b) wsie Wólka Trzemecka i Antoniów włączając je do gromady Bałtów w tymże powiecie.
Gromada przetrwała do końca 1972 roku, czyli do kolejnej reformy gminnej. 1 stycznia 1973 w powiecie lipskim reaktywowano gminę Sienno.